# زياد حلبي
زياد حلبي (ولد في 1969) هو إعلامي فلسطيني و كبير مراسلي قناة العربية في فلسطين وإسرائيل ومراسل إذاعة مونت كارلو الدولية منذ سنوات طويلة. قام بتغطيات إخبارية كتغطية الحرب الإسرائيلية الثانية على لبنان، واجتياح قطاع غزة وغير ذلك. حاز على جائزة الإعلام العربي عام 2003 و2006، وهو كاتب صحفي في صحف عربية محلية ودولية، وعمل مراسلاً لقناة دبي الفضائية منذ العام 1994 وحتى العام 2002، ولقناة النيل. وكان مديرًا لمكتب نيوزلينكس في القدس الذي ضم قنوات أبو ظبي، والنيل الإخبارية، وتلفزيون الكويت. غطى أحداثا سياسية وأمنية كثيرة في الأراضي الفلسطينية أيضا، مثل اجتياح الضفة الغربية، والحرب على غزة، واجرى مقابلات وحوارات كثيرة مع شخصيات وقادة مثل الرئيس الراحل ياسر عرفات والرئيس محمود عباس والمناضل مروان البرغوثي في سجنه الإسرائيلي وكذلك مع مسؤولين دوليين كوزيرة الخارجية الأمريكية، كوندوليزا رايس ووزير الخارجية البريطاني ديفيد ميلباند ووزير الخارجية الفرنسي برنار كوشنير.